# Église Saint-Rémi de Gif-sur-Yvette
Pour les articles homonymes, voir Église Saint-Rémi.
L'église Saint-Remi est une église paroissiale de confession catholique, dédiée à l'évêque Remi de Reims, située dans la commune française de Gif-sur-Yvette, dans le département de l'Essonne en région Île-de-France.

## Situation
L'église Saint-Remi est construite sur le versant nord de la vallée de l'Yvette, un peu en aval de la confluence entre l'Yvette et la Mérantaise, dominant l'actuel centre-ville, sur la place de l'église qui marque l'intersection entre la rue Neuve, la rue Gustave Vatonne, la rue Alphonse Pécard et la rue Henri Amodru.

## Historique
La première mention d’une église a cette emplacement à Gif-sur-Yvette remonte à 813, dans un inventaire des revenus de l’abbaye de Saint-Germain-des-Prés. Cette église était tenue par un prêtre nommé Warodus.
L'église originelle fut édifiée au XIIe siècle, puis remaniée au XVe siècle après avoir été ravagée au cours de la guerre de Cent Ans. Elle bénéficia ensuite d'une restauration au XIXe siècle. En 1859, Napoléon III offrit à la paroisse un Ecce Homo peint par Louis Dauberon en 1800. En 1862, l'église est profondément remaniée lorsque l’architecte Charles Brouty entreprend un vaste chantier de restauration de l’édifice alors en piteux état. Il décide de donner une unité de style aux lieux en masquant les arcs d’origine par des moulures en plâtre sur le modèle des profils de nervure du XVe siècle.
Elle fut inscrite au titre des monuments historiques le 21 décembre 1938.
En 1985, une importante campagne de travaux est lancée. L’étude en est confiée à Thierry Mariage, architecte des Bâtiments de France. Celui-ci entreprend d’aménager les abords, ce qui permet notamment d’assainir le terrain et de supprimer certains édicules mal conçus ; la couverture du clocher est refaite et les façades sont restaurées avec de la pierre meulière pour redonner à l’église son aspect d’origine ; enfin, l’intérieur est débarrassé de son costume de plâtre néogothique hérité du XIXe siècle, permettant de découvrir les éléments d’origine (XIIe et XIIIe siècles) très bien conservés. Ces travaux de restauration, qui durent cinq ans, permettent également de mettre à jour une litre funéraire de la famille Mérault, seigneurs de Gif aux XVIIe-XVIIIe siècles, des croix de consécration témoignant de la bénédiction de l’église en 1561, mais aussi la statue polychrome d’une femme retrouvée sans tête derrière une cloison de plâtre.

## Description
L'église est construite en meulière et grès dans un style roman, complété ensuite par un style gothique du fait de la restauration au XVe siècle et néogothique à cause de celle du XIXe siècle. Le clocher à contreforts et baies géminées a conservé un style roman, le reste du bâtiment est majoritairement gothique. L'édifice présente un plan particulier, la nef orientée d'ouest en est mais dont le portail est aménagé sur la façade méridionale, présentant quatre pignons distincts soutenus par des contreforts. Quatre baies sont percées sur chaque façades latérales de la nef et une plus importante sur le chevet plat.
La nef est sommée par quatre voûtes d'ogive soutenue par des piliers à chapiteaux cubiques séparant les bas-côtés.
À l'intérieur se trouve sur le haut des piliers la litre funéraire des seigneurs de Mérault qui possédèrent le domaine de Gif entre 1657 et 1767. À proximité se trouve aussi la croix de consécration datant de juillet 1561. L'église est décorée d'une Vierge à l'Enfant en bois du XVIIIe siècle, et de stalles en bois sculpté du XVe siècle, classée monuments historiques depuis le 20 février 1915.

## Galerie

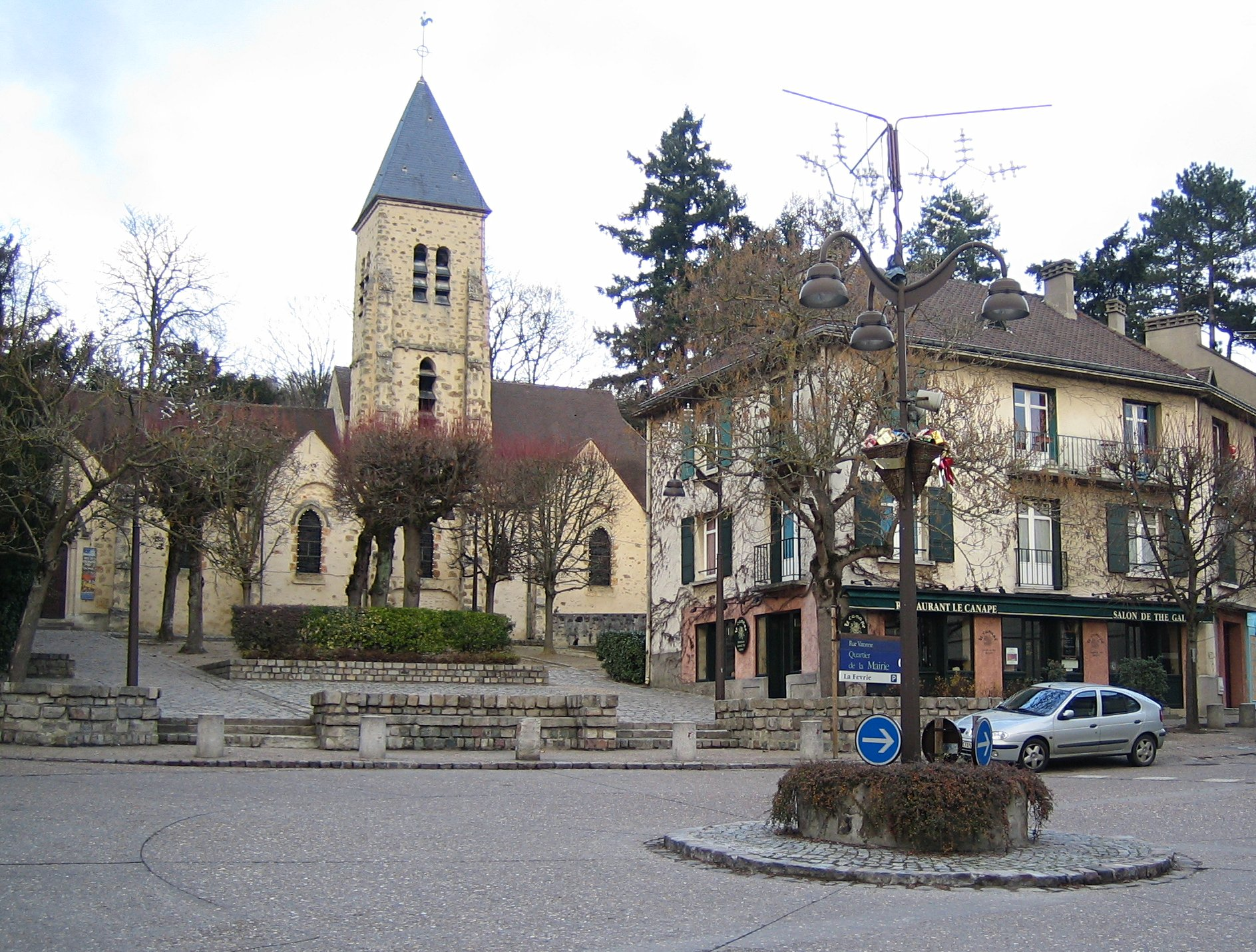
La place de l'église et la façade méridionale.
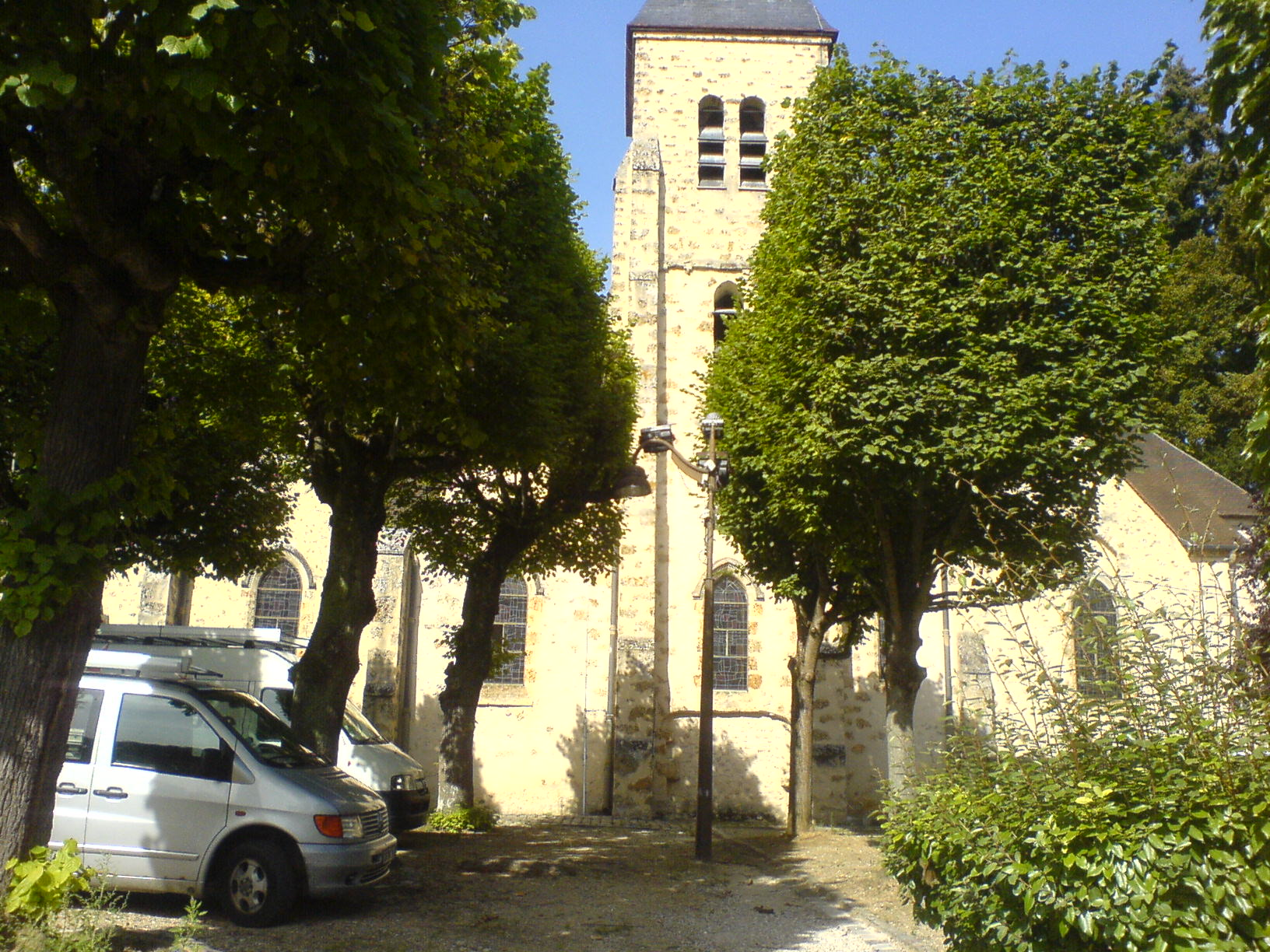
Le clocher de l'église.
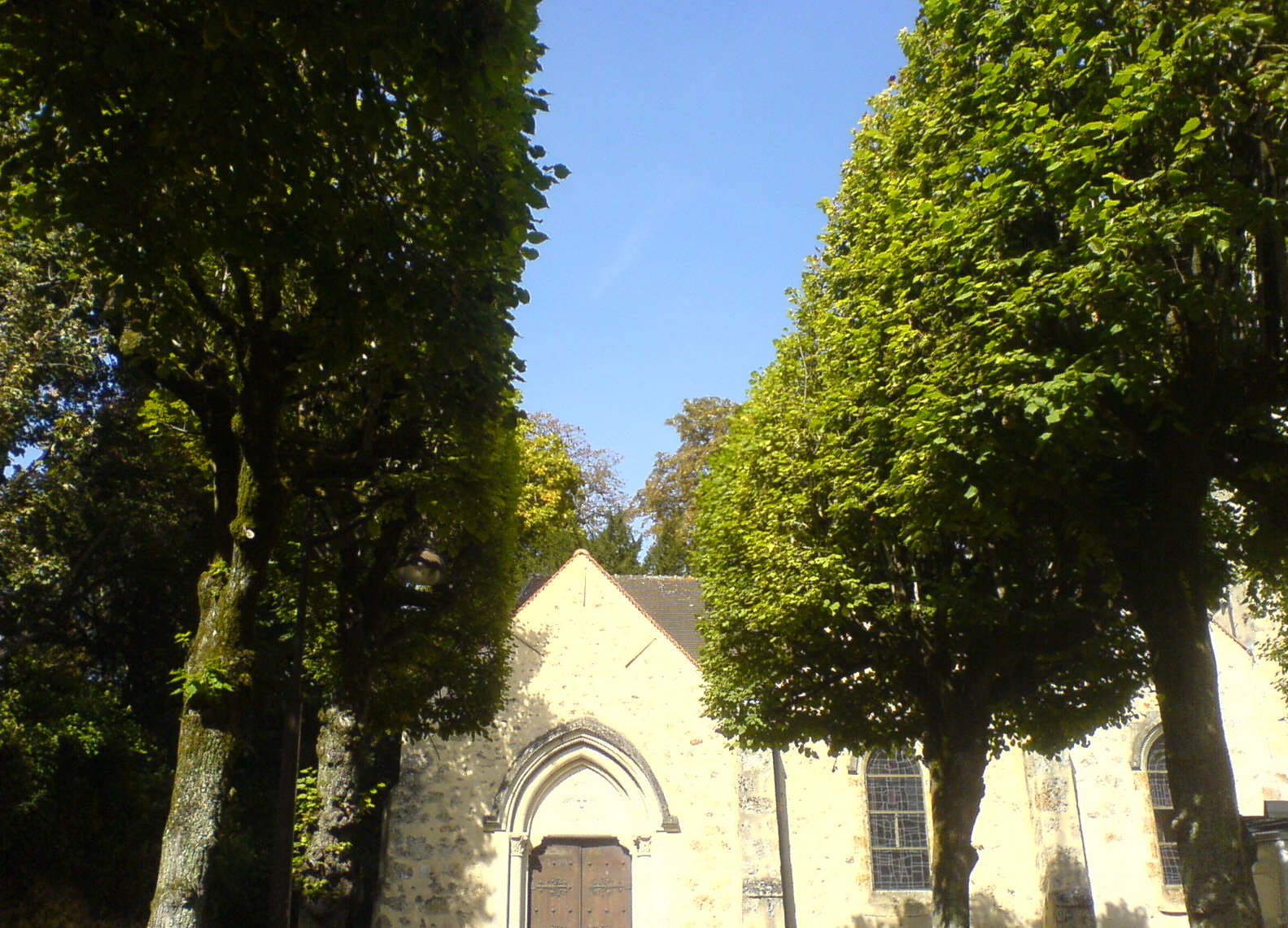
L'entrée latérale
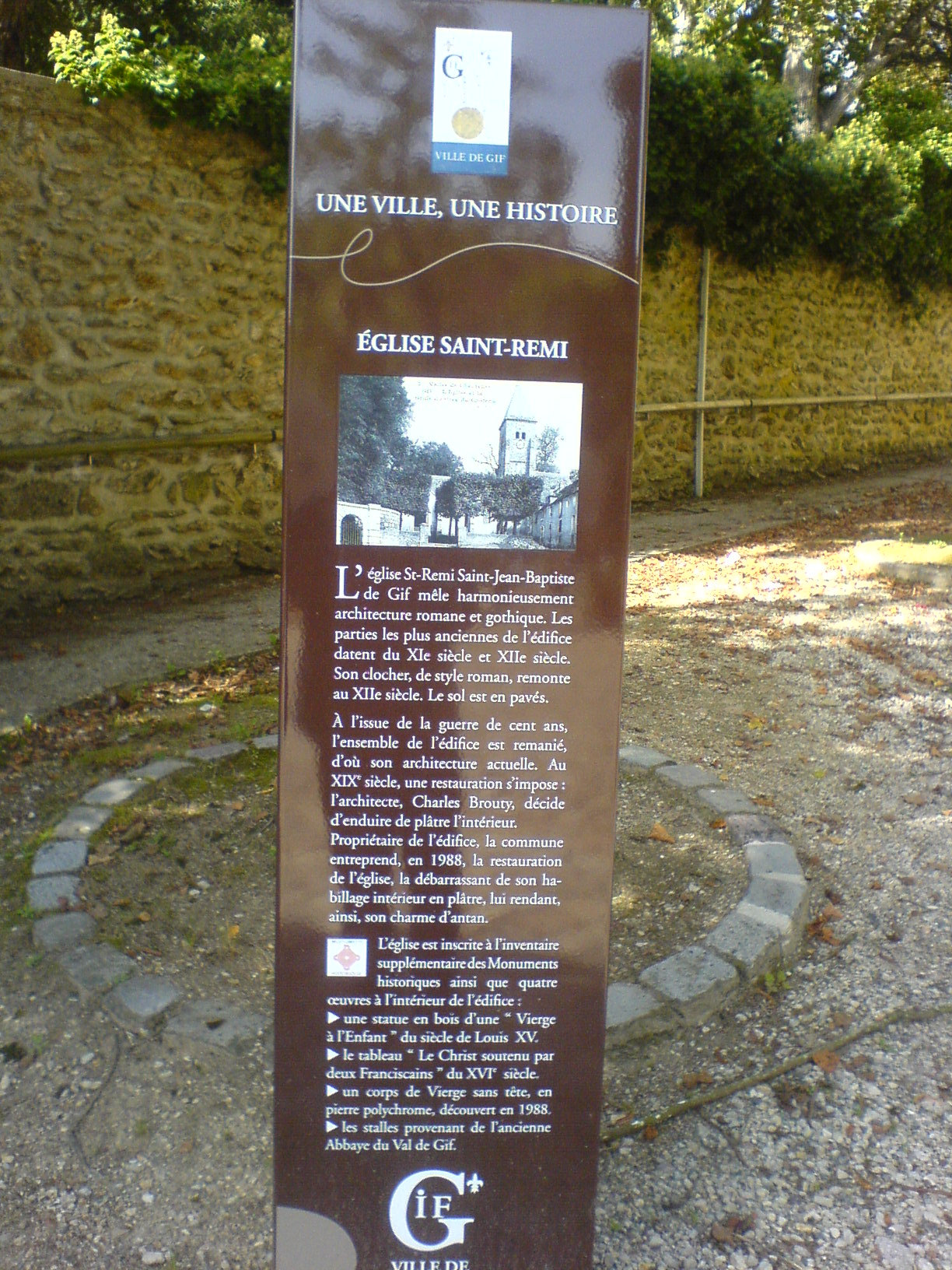
panneau explicatif devant l'église

### Articles liés
- Diocèse d'Évry-Corbeil-Essonnes
- Liste des monuments religieux de l'Essonne